# Cretoperipatus burmiticus
Cretoperipatus burmiticus je vyhynulý druh drápkovce, který byl nalezen v jantaru ze střední křídy z doby před přibližně 100 miliony lety ve státě Kachin v severním Myanmaru. Druh je již řazen do současné čeledi drápkovcovití (Peripatidae).